# UGK
UGK (celým názvem Underground Kingz) je hip-hopové duo z Texasu. Působili jako jedni z prvních rapperů v oblasti jihu USA, tzv. "Dirty South". Duo tvořili hudební producent a rapper Pimp C a rapper Bun B. Společně vydali pět alb a šesté dokončil již sám Bun B, protože na konci roku 2007 byl nalezen Pimp C mrtvý ve svém hotelovém pokoji. Tím také UGK přestali oficiálně existovat.

## Stručná biografie
Duo UGK se dalo dohromady na konci 80. let 20. století. V roce 1992 získali smlouvu u Jive Records, kde se zavázali k vydání pěti alb. U Jive se představili EP kazetou The Southern Way, některé z písní zde zveřejněných byly později upraveny i pro album. Na konci roku 1992 debutovali albem Too Hard to Swallow. Ve stejné době vydali další EP kazetu Banned, která obsahovala pět písní, které byly vyřazeny z alba kvůli své vulgaritě. Zbytek 90. let se pomalu probíjeli do amerických hitparád dalšími alby Super Tight (1994) a Ridin' Dirty (1996), ale kvůli svému hardcore stylu se velkého úspěchu nedočkali. Další šanci od Jive duo dostalo až v roce 2001, kdy bez propagace vydali album Dirty Money. Situaci zkomplikovalo i zatčení Pimp C v roce 2002 a jeho následné uvěznění. Ve vězení měl strávit osm let za výtržnosti a nelegální držení zbraně, ale odseděl si jen 3 roky, na zbytek trestu byl podmíněně propuštěn. Když byl Pimp C ve vězení, vyřešil Bun B tento problém přizváním mnoha jiných umělců, aby obsadili chybějící místa na albu. Ve stejnou dobu se i oba rappeři rozhodli pro "vedlejší" sólovou kariéru. Jejich poslední společně vydané dílo je double-album Underground Kingz (2007), které obsahuje spoustu hostů z dob, kdy byl Pimp C ve vězení. Album bylo největším úspěchem dua v jejich kariéře. 4. prosince 2007 byl nalezen Pimp C mrtvý v hotelovém pokoji v Los Angeles, příčinou smrti byla nešťastná kombinace prášků na spaní. Roku 2009 vydal Bun B společné album UGK nazvané UGK 4 Life, které obsahovalo nezveřejněné verše Pimp C.

## Diskografie

### Studiová alba
| Rok  | Album                                                              | Hitparáda | Hitparáda  | Hitparáda | Ocenění   |
| Rok  | Album                                                              | US 200    | US Hip-Hop | US Rap    | Ocenění   |
| ---- | ------------------------------------------------------------------ | --------- | ---------- | --------- | --------- |
| 1992 | Too Hard to Swallow - Vydáno: 10. listopadu 1992 - Vydavatel: Jive | -         | 37         | *         | US: /     |
| 1994 | Super Tight - Vydáno: 30. srpna 1994 - Vydavatel: Jive             | 95        | 9          | *         | US: /     |
| 1996 | Ridin' Dirty - Vydáno: 29. července 1996 - Vydavatel: Jive         | 15        | 2          | *         | US: zlaté |
| 2001 | Dirty Money - Vydáno: 13. listopadu 2001 - Vydavatel: Jive         | 18        | 2          | *         | US: /     |
| 2007 | Underground Kingz - Vydáno: 7. srpna 2007 - Vydavatel: Jive        | 1         | 1          | 1         | US: zlaté |
| 2009 | UGK 4 Life - Vydáno: 31. března 2009 - Vydavatel: Jive             | 6         | 2          | 1         | US: /     |

### Kompilace
- 2002 - Side Hustles
- 2003 - Best of UGK
- 2004 - UGK Chopped and Screwed

### EP
- 1992 - The Southern Way
- 1992 - Banned

### Úspěšné singly
- 1994 - Front, Back, Side to Side
- 1999 - Pimp Ain't No Illusion
- 2007 - International Players Anthem (I Choose You) (ft. Outkast)
- 2009 - Da Game Been Good to Me